# Johann Kwederawitsch
Johann Kwederawitsch (* 14. Mai 1923 in Mariampol; † 16. April 2002) war ein deutscher Keramiker.

## Leben und Werk
Kwederawitsch nahm von 1941 bis 1945 als Soldat der Wehrmacht am Zweiten Weltkrieg teil. Nach der Rückkehr aus der Kriegsgefangenschaft studierte er von 1946 bis 1952 als einer der ersten Studenten an der späteren Kunsthochschule Berlin-Weißensee Keramik bei Jan Bontjes van Beek, Wolfgang Henze und Ernst Vogenauer. Von 1953 bis 1954 arbeitete er als Meister in den HB-Werkstätten für Keramik in Marwitz. Danach war er als Keramiker in Berlin-Biesdorf freischaffend tätig. Neben anspruchsvoller Gebrauchskeramik fertigte er u. a. als Auftragswerke baugebundene Arbeiten wie Wand- und Säulengestaltungen. U. a. schuf er nach dem Entwurf von Ortwin Müller (* 1926) in den 1970er Jahren die Keramik-Bilderwände Unterdrückte Frauen und Kinder im Konzentrationslager und Befreite Frau mit zwei Kindern im Konzentrationslager.
Kwederawitsch arbeitete mit den Werkstätten der Kunsthochschule Berlin-Weißensee zusammen. Er war einer der ersten Keramikkünstler der DDR, die die Möglichkeiten der Silikat-Technologie nutzten. Er experimentierte mit der technisch anspruchsvollen Schlangenhautglasur und veröffentlichte Fachaufsätze, u. a. in der Zeitschrift der Kammer der Technik der DDR Silikattechnik, die international Beachtung fanden.
Ende der 1990er Jahre fand eine von Kwederawitsch mit Gertrud Triebs (1917–1964) 1958 geschaffene Reklametafel für die Kosmetik-Firma Gerdeen (Keramik-Mosaik, 2,62 m × 1,61 m) am S-Bahnhof Friedrichstraße Aufmerksamkeit, die ab 2000 restauriert und ausgestellt wurde.
Gegen Ende der 1970er Jahre lernte Kwederawitsch Harald Metzkes kennen, dem er die Möglichkeit gab, bei ihm humoristische „Schiffskannen“ zu brennen, die Metzkes über die Berliner Galerie Arkade anbot.
Kwederawitsch war Mitglied des Verbands Bildender Künstler der DDR (VBK). 1986 wurde er mit der Otto-Nagel-Medaille des Bezirksverbands Berlin des VBK geehrt.
Das Stadtmuseum Berlin besitzt eine Sammlung von keramischen Arbeiten Kwederawitschs.

## Ausstellungen (unvollständig)
- 1952: Bautzen, Görlitz und Zittau (Wanderausstellung „Berliner Künstler“)
- 1957 bis 1979: Berlin, neun Bezirkskunstausstellungen
- 1958/1959, 1962/1963 und 1967/1968: Dresden, Vierte, Fünfte und VI. Deutsche Kunstausstellung
- 1964: Faenza („Concorso Internazionale Premio Faenza“)
- 1972: London, Victoria and Albert Museum (“International Ceramics”)
- 1977: Magdeburg, Museum Kloster Unser Lieben Frauen („Keramik in der DDR“)
- 1986: Berlin, Ausstellungszentrum am Fernsehturm („Berliner Atelier“. „Kunsthandwerker, Formgestalter“)